# Les Fleurs du mal (Therion)
Les Fleurs du Mal è il quindicesimo album in studio dei Therion. Questo album, pubblicato in Europa il 28 settembre 2012, è interamente composto da cover di brani francesi e celebra il 25º anniversario del gruppo.

## Tracce
1. "Poupée de cire, poupée de son" - 2:51
  - Composta originariamente da Serge Gainsbourg ed interpretata da France Gall
2. "Une Fleur dans le cœur" - 3:03
  - Interpretata originariamente da Victoire Scott nel 1968
3. "Initials B.B." - 3:44
  - Composta ed interpretata originariamente da Serge Gainsbourg, B.B sta per Brigitte Bardot
4. "Mon Amour, mon ami" - 4:35
  - Interpretata originariamente da Marie Laforêt
5. "Polichinelle" - 2:28
  - Interpretata originariamente da France Gall
6. "La Maritza" - 3:54
  - Interpretata originariamente da Sylvie Vartan
7. "Sœur Angélique" - 3:05
  - Interpretata originariamente da Annie Philippe
8. "Dis-moi poupée" - 3:24
  - Interpretata originariamente da Isabelle nel 1967
9. "Lilith" - 2:30
  - Interpretata originariamente da Léonie
10. "En Alabama" - 2:39
  - Interpretata originariamente da Léonie
11. "Wahala Manitou" - 2:34
  - Interpretata originariamente da Léonie
12. "Je n'ai besoin que de tendresse" - 2:14
  - Interpretata originariamente da Claire Dixon nel 1967
13. "La Licorne d'or" - 2:45
  - Interpretata originariamente da Victoire Scott nel 1968
14. "J'ai le mal de toi" - 2:51
  - Interpretata originariamente da Betty Mars nel 1974
15. "Poupée de cire, poupée de son" - 2:31
  - Composta originariamente da Serge Gainsbourg ed interpretata da France Gall
16. "Les sucettes" - 2:40
  - Composta originariamente da Serge Gainsbourg ed interpretata da France Gall nel 1966

## Formazione

### Gruppo
- Christofer Johnsson - chitarra
- Johan Koleberg - batteria
- Nalley Pählsson - basso
- Christian Vidal - chitarra solista
- Thomas Vikström - voce

### Altri musicisti
- Lori Lewis - primo soprano
- Snowy Shaw - voce in "Initials B.B." e "Dis-moi Poupee"
- Mari Paul - voce in "Mon Amour, Mon Ami"
- Johanna Naila - voce in "Initials B.B."
- Mattias Olsson - synths, mellotron e percussioni in "En Alabama", "Mon Amor, Mon Ami" and "Lilith"
- Mattias Torrel - chitarra acustica in "Mon Amor, Mon Ami" e "La Licorne D'or"
- Stefan Jernståhl - fisarmonica in  "Wahala Mantou"